# Saint-Philippe-d’Aiguille
Saint-Philippe-d’Aiguille (okzitanisch Sent Filipe d’Aguilha) ist eine südwestfranzösische Gemeinde mit 383 Einwohnern (Stand 1. Januar 2022) im Département Gironde in der Region Nouvelle-Aquitaine (vor 2016 Aquitaine). Sie gehört zum Arrondissement Libourne und zum Kanton Les Coteaux de Dordogne. Die Einwohner werden Saint-Philippois genannt.

## Lage
Saint-Philippe-d’Aiguille liegt etwa 18 Kilometer östlich von Libourne. Die Barbanne bildet die westliche Gemeindegrenze. Umgeben wird Saint-Philippe-d’Aiguille von den Nachbargemeinden Puisseguin im Westen und Norden, Saint-Cibard im Norden und Nordosten, Les Salles-de-Castillon im Osten, Gardegan-et-Tourtirac im Südosten und Süden sowie Saint-Genès-de-Castillon im Süden und Südwesten.

## Bevölkerungsentwicklung
| Jahr                       | 1962 | 1968 | 1975 | 1982 | 1990 | 1999 | 2009 | 2020 |
| Einwohner                  | 384  | 364  | 386  | 353  | 394  | 424  | 413  | 376  |
| Quellen: Cassini und INSEE |      |      |      |      |      |      |      |      |

## Sehenswürdigkeiten
- Kirche Saint-Philippe aus dem 12. Jahrhundert, Monument historique seit 1920
- Dolmen de Puy Landy
- Wasserturm
- ehemalige Windmühle

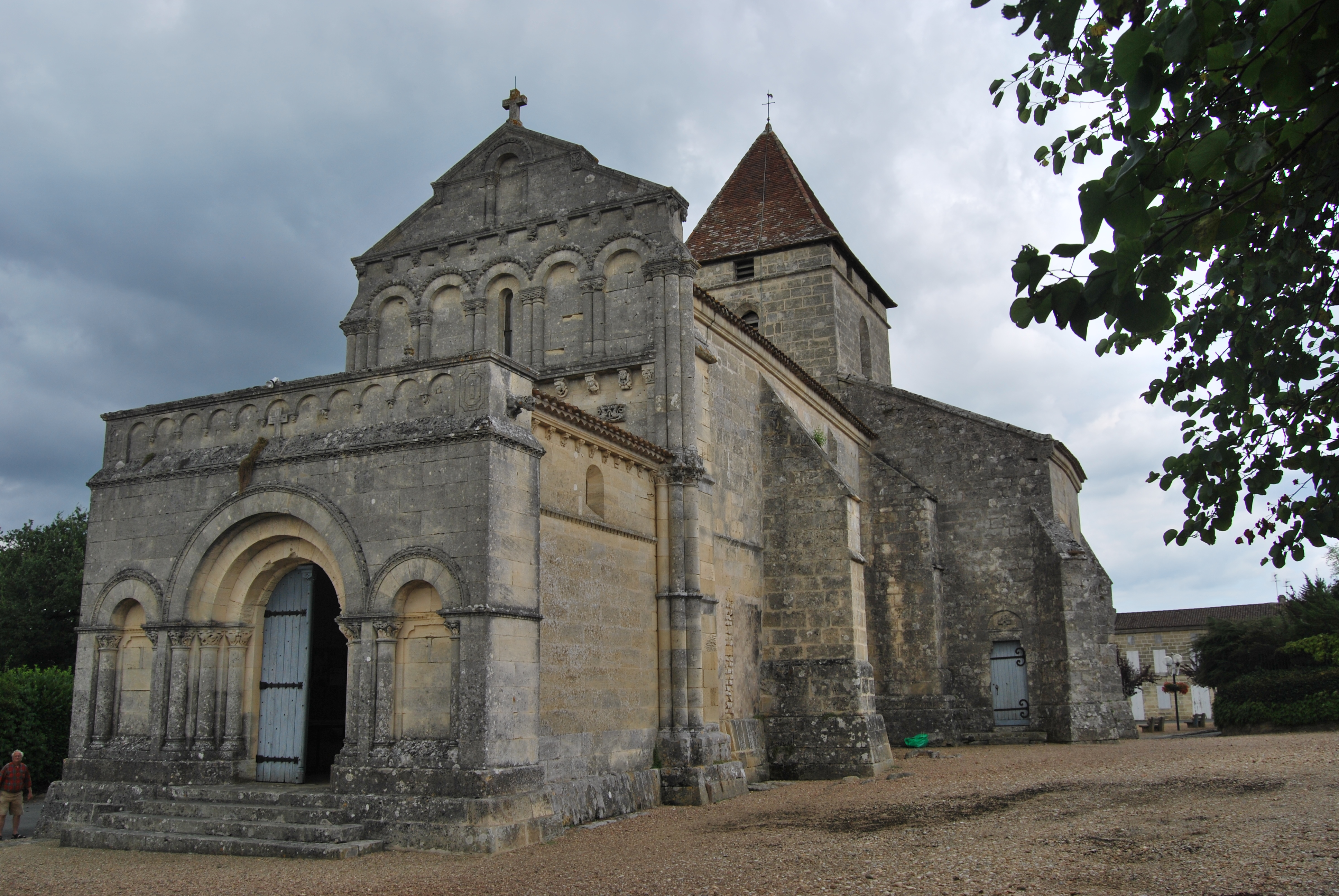
Kirche Saint-Philippe
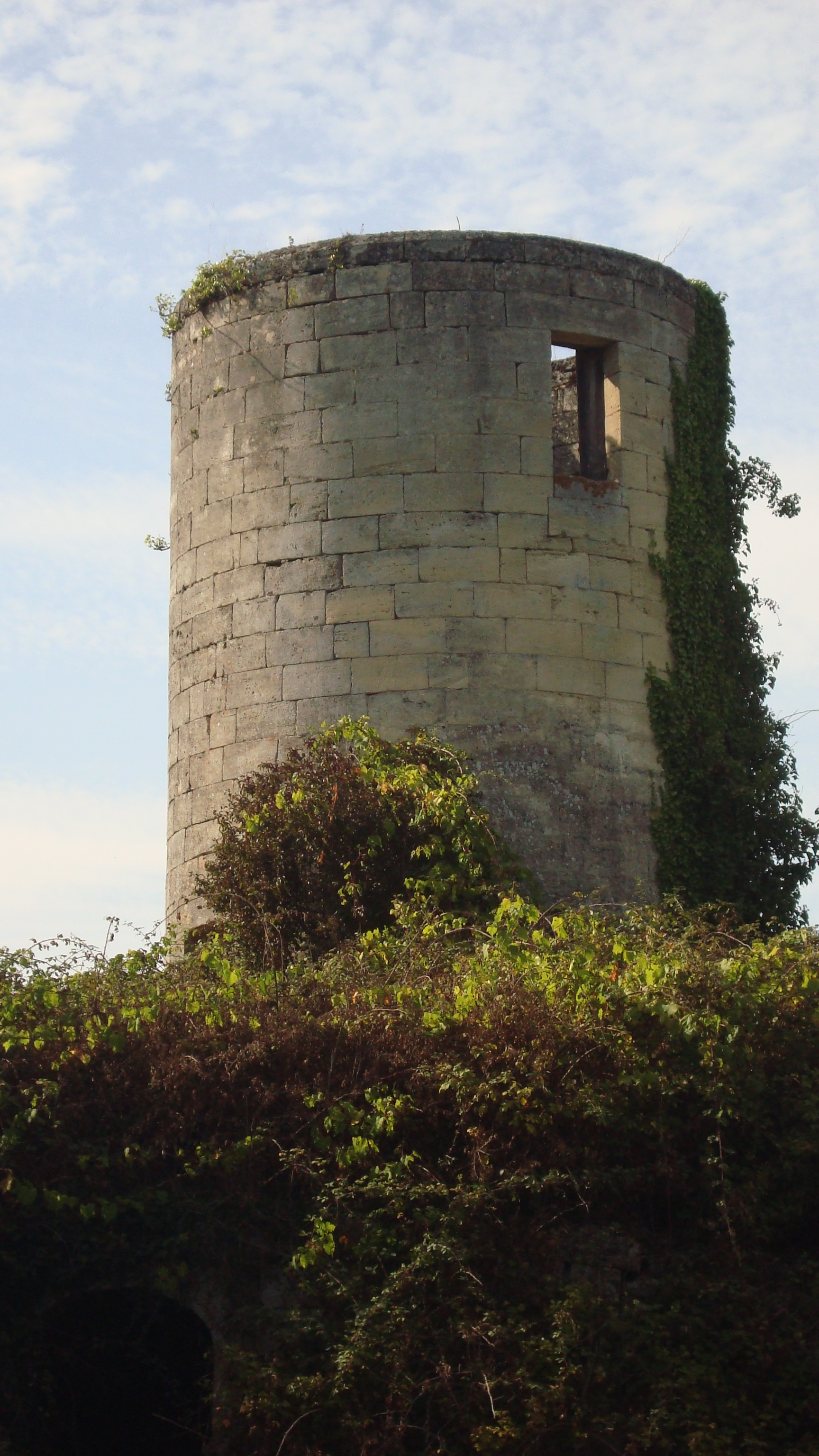
Reste der Windmühle